# 湯姆·肯尼
托马斯·詹姆斯·肯尼（英語：Thomas James Kenny，1962年7月13日—），美国一位喜剧演员和配音演員。他在就讀一年级时就认识了鮑勃凱特·戈德斯韋特 ，最後兩人成為終身摯友。湯姆·肯尼曾在海綿寶寶中为同名角色配音。肯尼也为其他角色配音，例如洛可的摩登生活中的赫弗·沃尔夫；探險活寶中的冰霸王；飛天小女警中的旁白和市长；英勇强尼中的Carl Chryniszzswics；猫狗中的狗；寶貝龍 Spyro the Dragon系列中的Spyro。肯尼凭借在海绵宝宝以及探險活寶中的配音赢得了两项日間時段艾美獎和两项安妮獎。